# Базилика Сан-Лоренцо-Маджоре (Неаполь)
Сан-Лоренцо-Маджоре (итал. La basilica di San Lorenzo Maggiore — Базилика Святого Лаврентия Главная) — церковь и монастырь в Неаполе, освящённые в честь Святого Лаврентия Римского. Церковь расположена в центре древнего греко-романского города, на пересечении улиц Виа-Сан-Грегорио-Армено (итал. Via San Gregorio Armeno) и Виа-деи-Трибунали (итал. Via dei Tribunali). Название «Сан-Лоренцо» также употребляется для обозначения музея церкви. В ходе археологических раскопок под церковью был раскрыт центр античного Неаполя, руины которого открыты для посещения.

## История
В 1235 году папа Григорий IX одобрил строительство в городе церкви, посвящённой Святому Лаврентию. В то время в Неаполе было задокументировано наличие по меньшей мере пяти других церквей, посвящённых этому святому. Новая церковь в 1265 году была отведена францисканским монахам. Участок был передан ордену королём Карлом I Анжуйским в компенсацию за другой, изъятый под строительство новой крепости Маскио Анджоино (Maschio Angioino), также называемой Кастель Нуово (Castel Nuovo). Базилика Сан-Лоренцо состоит из собственно церкви и примыкающего к ней (действующего поныне) монастыря. Вокруг внутреннего монастырского двора расположен музей, посвященный истории церкви и предшествовавших ей строений.
В последующие годы базилика стала средоточием важных исторических событий для города и Неаполитанского королевства: святой Людовик Тулузский, отрёкшийся от престола своего отца Карла II Анжуйского в пользу брата Роберта Анжуйского, был рукоположен в сан священника в этой базилике. Другим известным освящением собора было освящение Феличе Перетти, епископа Сант-Агата-де-Готи, будущего папы Сикста V.
Считается, что Джованни Боккаччо влюбился здесь в свою музу, Фьямметту, прекрасную Марию д’Акино, дочь короля Роберта Анжуйского, увидев её в базилике во время мессы в Великую субботу в 1334 году.
Начиная с XVI века, базилика претерпела многие реконструкции, в том числе из-за повреждений, вызванных землетрясениями или историческими событиями, затронувшими город и монастырь; клуатр стал складом оружия для испанских вице-королей, а в 1547 году колокольня была осаждена народом во время восстания против Педро де Толедо. В следующем столетии произошли и другие события, например, в 1647 году сторонники Мазаньелло штурмовали колокольню, используя её в качестве артиллерийского форпоста против испанцев. Реставрации, проведённые местными архитекторами в XVIII веке, включили фасад церкви, который был полностью перестроен в 1742 году.
Начиная с 1882 года, реставрационные работы прерывались и возобновлялись несколько раз, пока последняя из них, завершённая во второй половине XX века, постепенно не убрала барочные дополнения, за исключением фасада и контрфасада, спроектированных Фердинандо Санфеличе, и две капеллы, спроектированные Козимо Фанзаго. В 1950—1960-х годах Рускони провел работы по укреплению стен, чтобы предотвратить их обрушение, используя контрфорс и железобетон.

## Архитектура
Участок церкви является характерным для Неаполя примером наслоения построек различных эпох. Существующее здание монастыря построено в XIII веке на месте снесённой базилики VI века. Под зданием церкви произведены археологические раскопки, которыми раскрыто около половины рынка древнеримской эпохи, возведённого на месте более древнего греческого (отчётливо видно наложение римской цементной кладки на греческую бесцементную). Доступ в зону раскопок открыт для посетителей в 1992 году, после двадцати пяти лет работы археологов.
Монастырский комплекс построен во второй половине XIII века и полностью перестроен в 1742 году архитектором Санфеличе (Sanfelice). Готический портал церкви открывает вид на оригинальные деревянные двери XIV века, каждая из которых разделена на 48 панелей. Однако фасад в целом создан в эпоху расцвета барокко и является работой Санфеличе.
Церковь, построенная в виде латинского креста, имеет один неф длиной 80 метров с боковыми капеллами, а также трансепт с балочным перекрытием, апсиду с деамбулаторием и «венцом капелл». Апсида, первая часть церкви, была спроектирована французскими архитекторами и считается уникальным для Италии классическим образцом французской готики.
В капеллах деамбулатория находится надгробие Екатерины Австрийской работы Тино ди Камаино (1323); шестая капелла с правой стороны украшена фресками, выполненными неаполитанскими учениками Джотто.
Среди помещений монастырского комплекса, выходящих в клуатр, особенный интерес представляют Зал Сикста V, потолок которого украшен росписями Луиджи Родригеса (начало XVII века), и Зал капитула, также богато украшенный орнаментальной живописью. В центре внутреннего дворика колодец работы Козимо Фанцаго, увенчанный небольшой мраморной статуей Святого Лаврентия.
Изначально в базилике находились две алтарных панели работы живописца Колантонио: «Святой Иероним в своей келье» (около 1444 г.) и «Вручение францисканского устава» (около 1445 г.). В восьмой капелле справа имеется картина Симоне Мартини «Святой Людовик Тулузский коронует своего брата Роберта Анжуйского» (1317), которая впоследствии была передана в Национальный музей Каподимонте.
Внутри также захоронены несколько выдающихся деятелей неаполитанской истории: философ и драматург Джованни Баттиста Делла Порта, памятник которому находится на контрфасаде; Джованни Барриле, литературный друг Петрарки, маркиз Джованни Баттиста Мансо и выдающийся музыкант Франческо Дуранте в капелле Святого Антония в левом трансепте.
При церкви действует Музей произведений искусства Сан-Лоренцо-Маджоре (Museo dell'Opera di San Lorenzo Maggiore). В экспозиции представлены различные исторические артефакты XVIII и XIX веков, некогда входившие в коллекции монастыря (одежда, облачения, картины, предметы интерьера), а также археологические раскопки, относящиеся к греческому и более поздним периодам, таким как средневековый, норманно-швабский, анжуйский и арагонский.

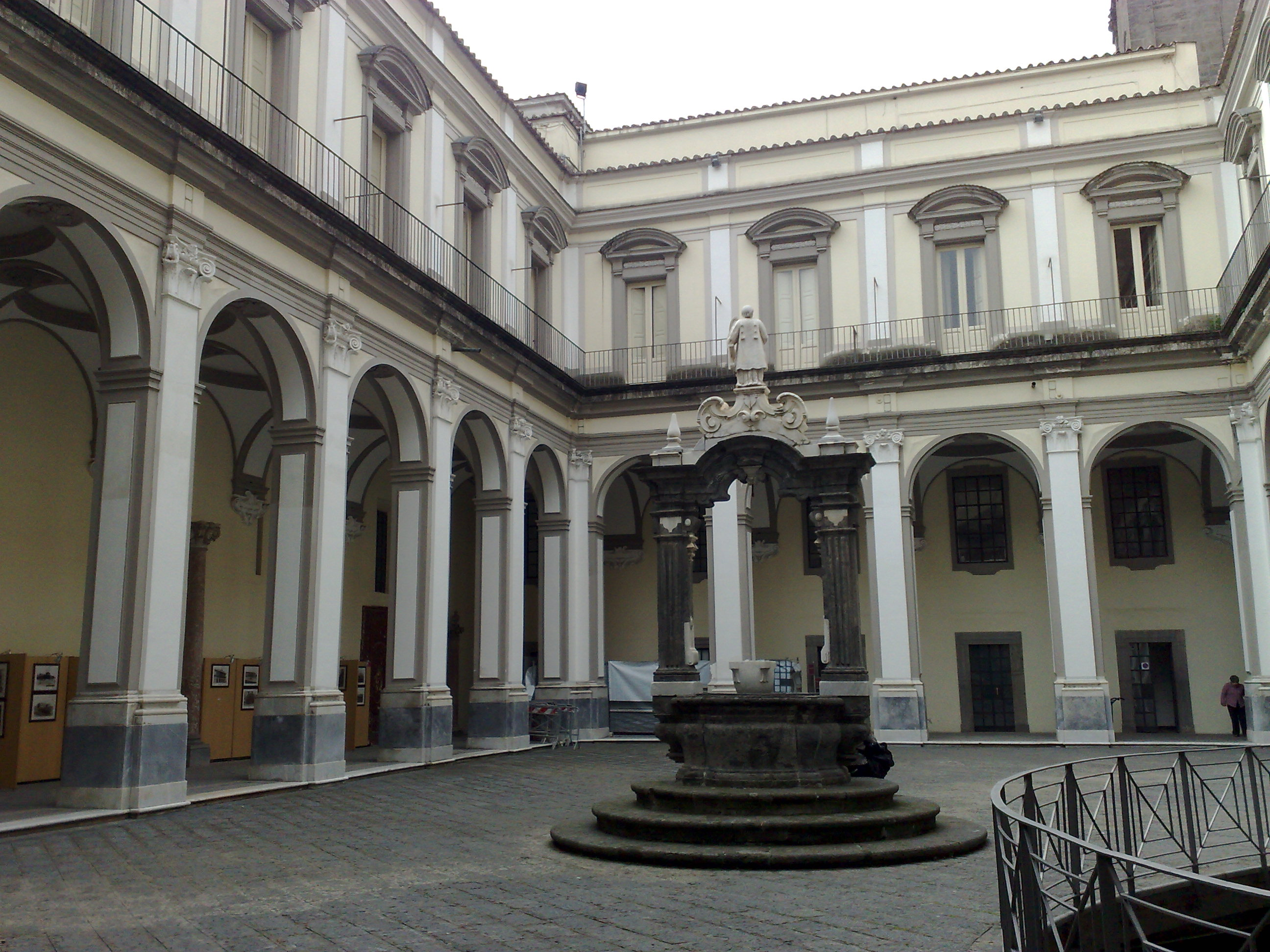
Кьостро со Святым колодцем
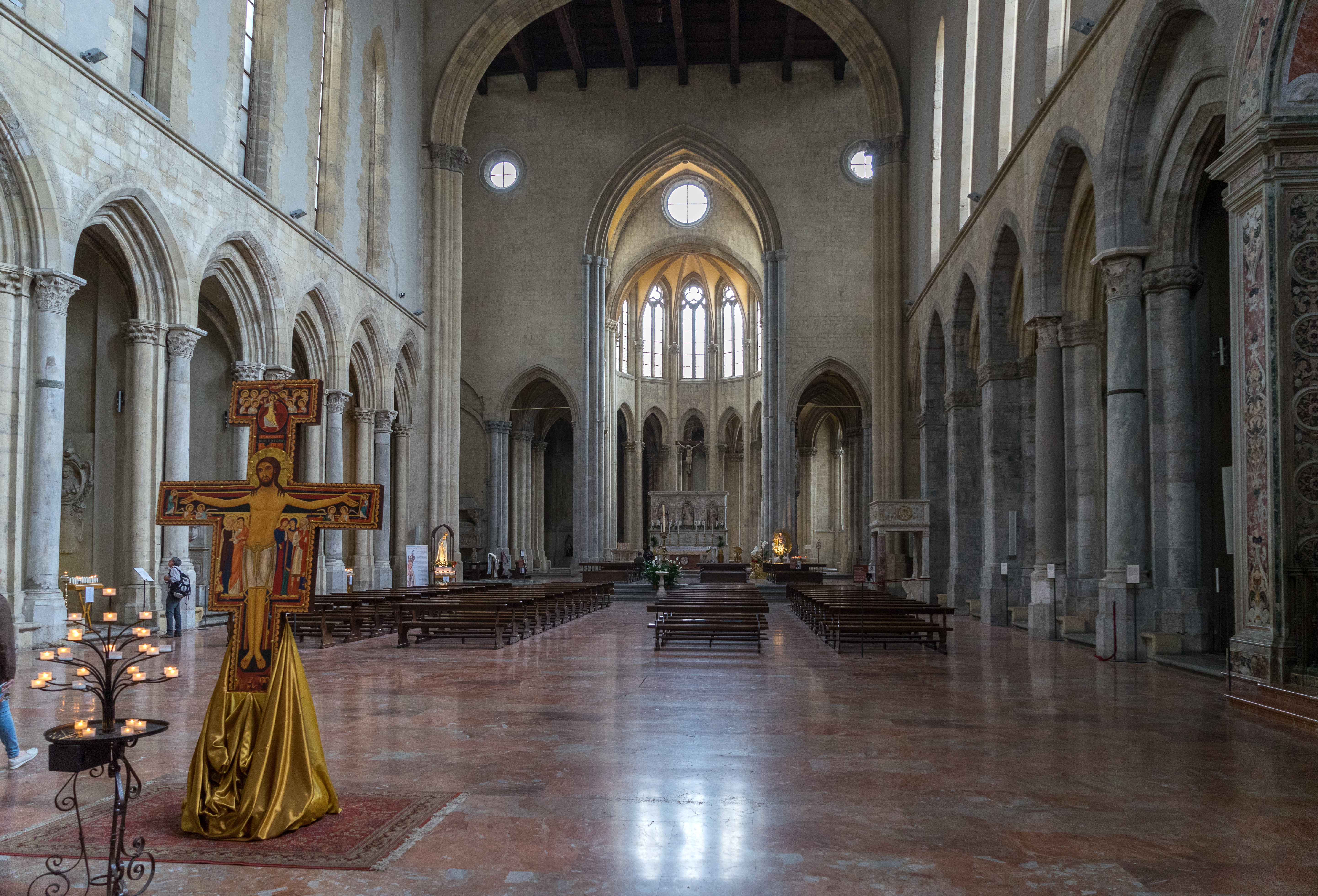
Интерьер церкви
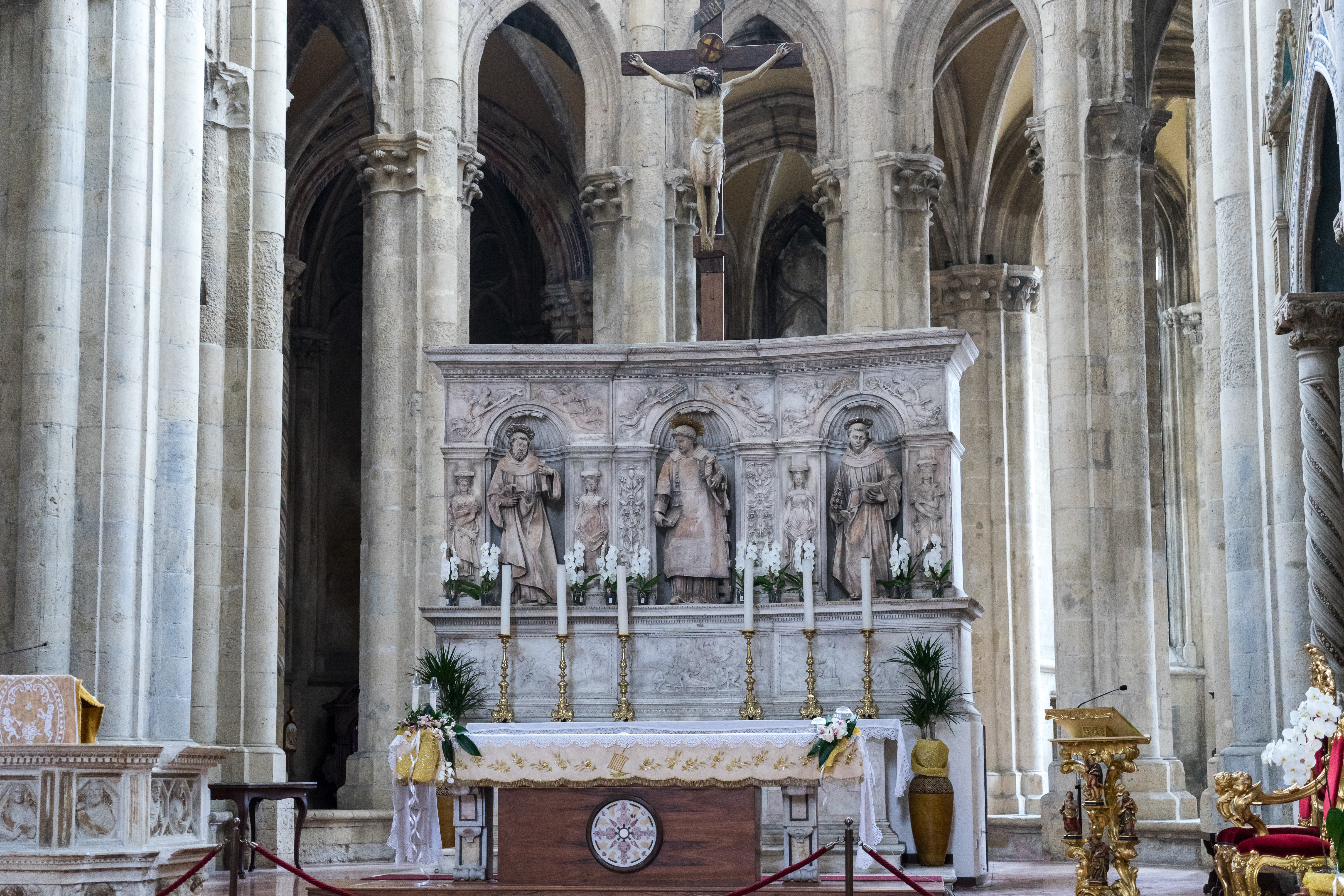
Главный алтарь
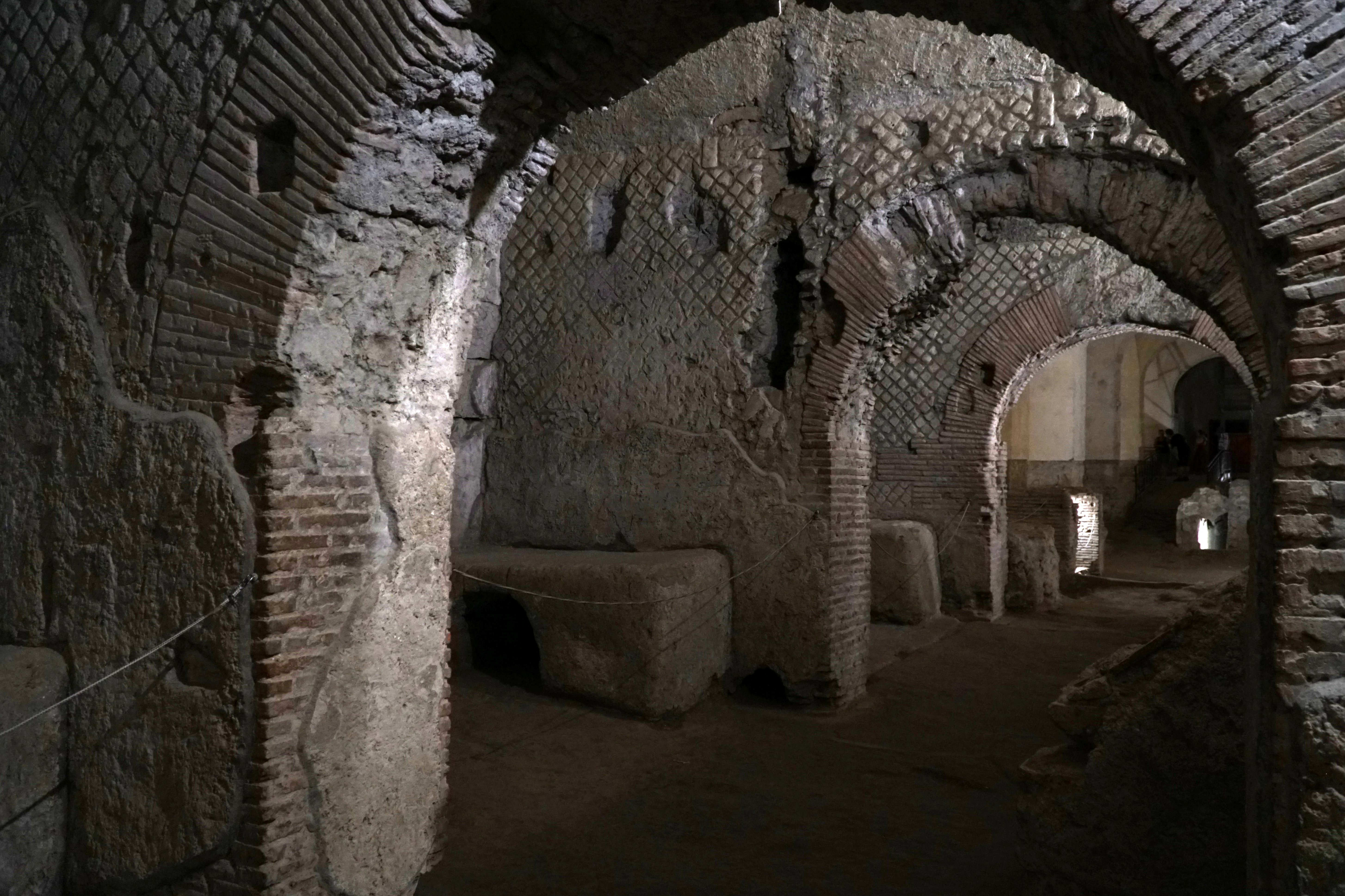
Археологическая зона
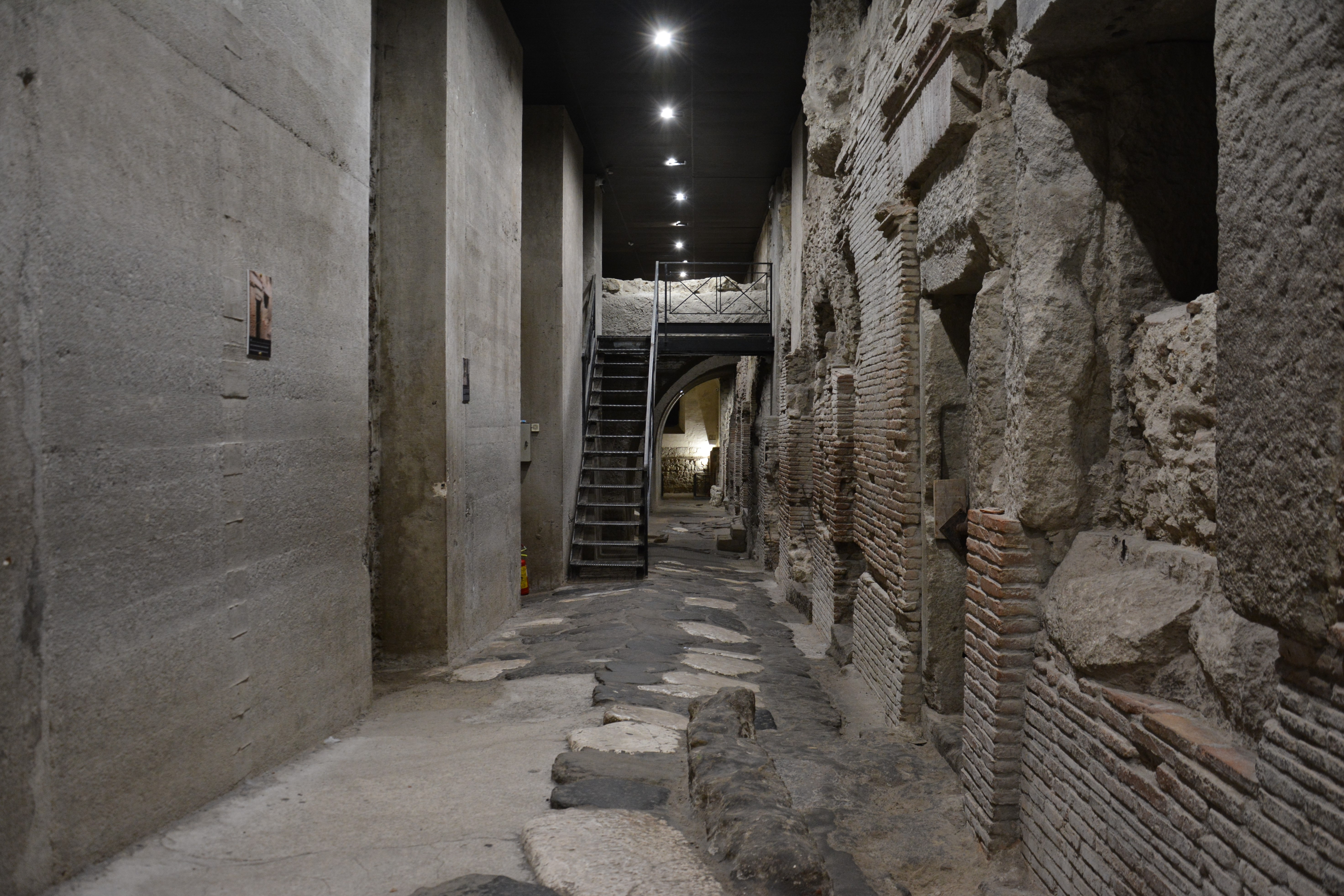
Остатки древнеримского рынка под церковью
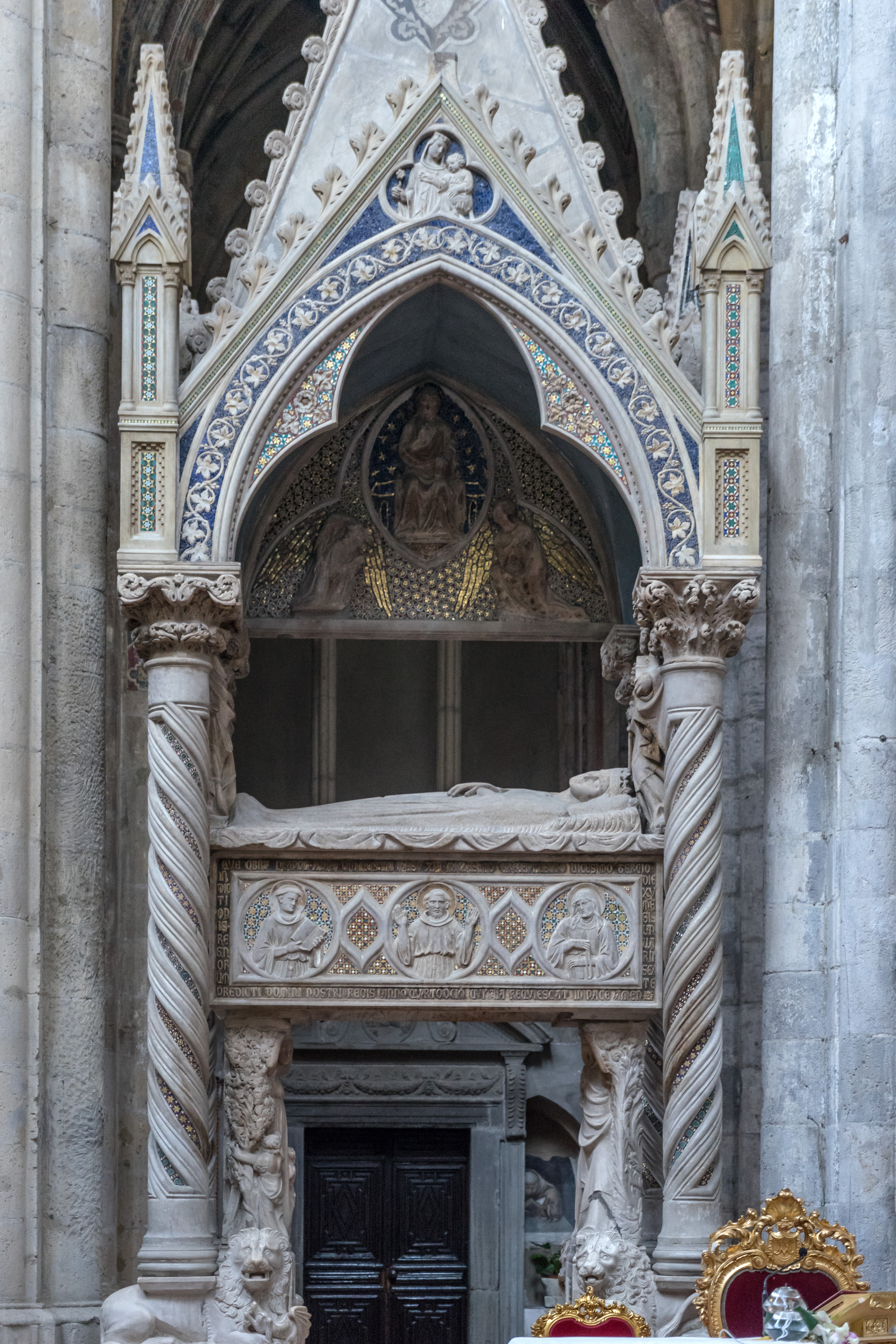
Тино ди Камаино. Гробница Екатерины Австрийской. 1323
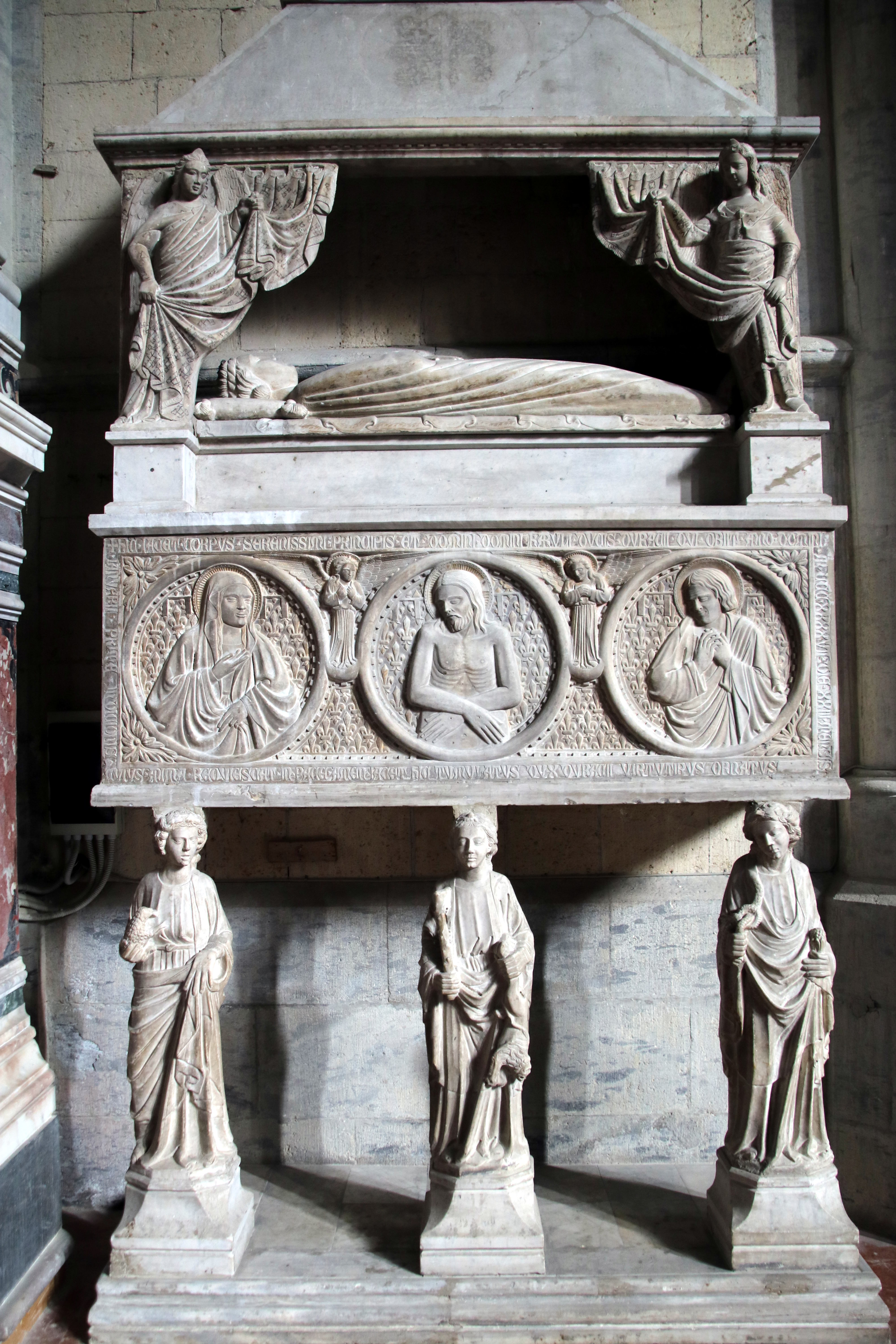
Надгробие Карло ди Дураццо. 1348
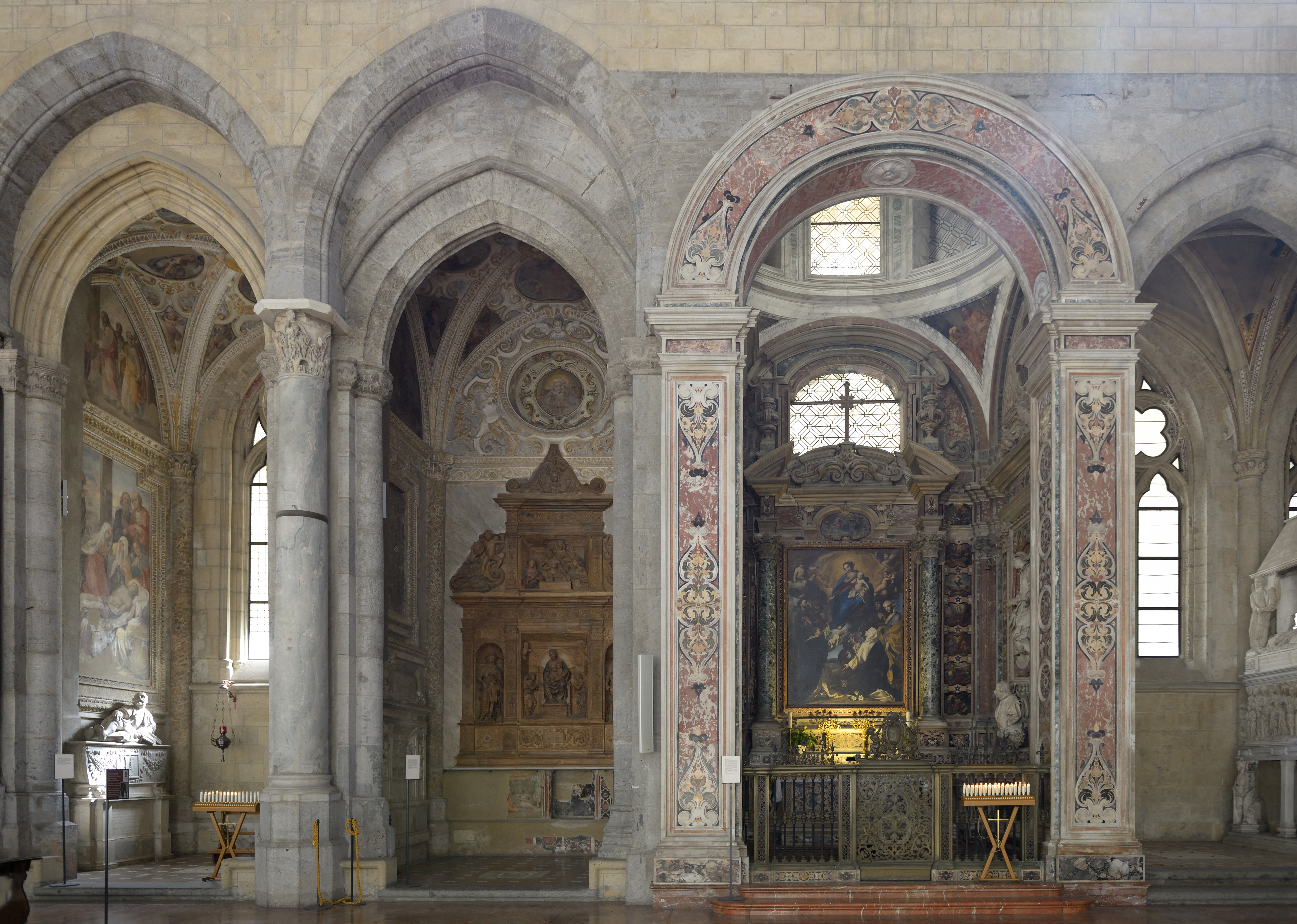
Боковые капеллы нефа
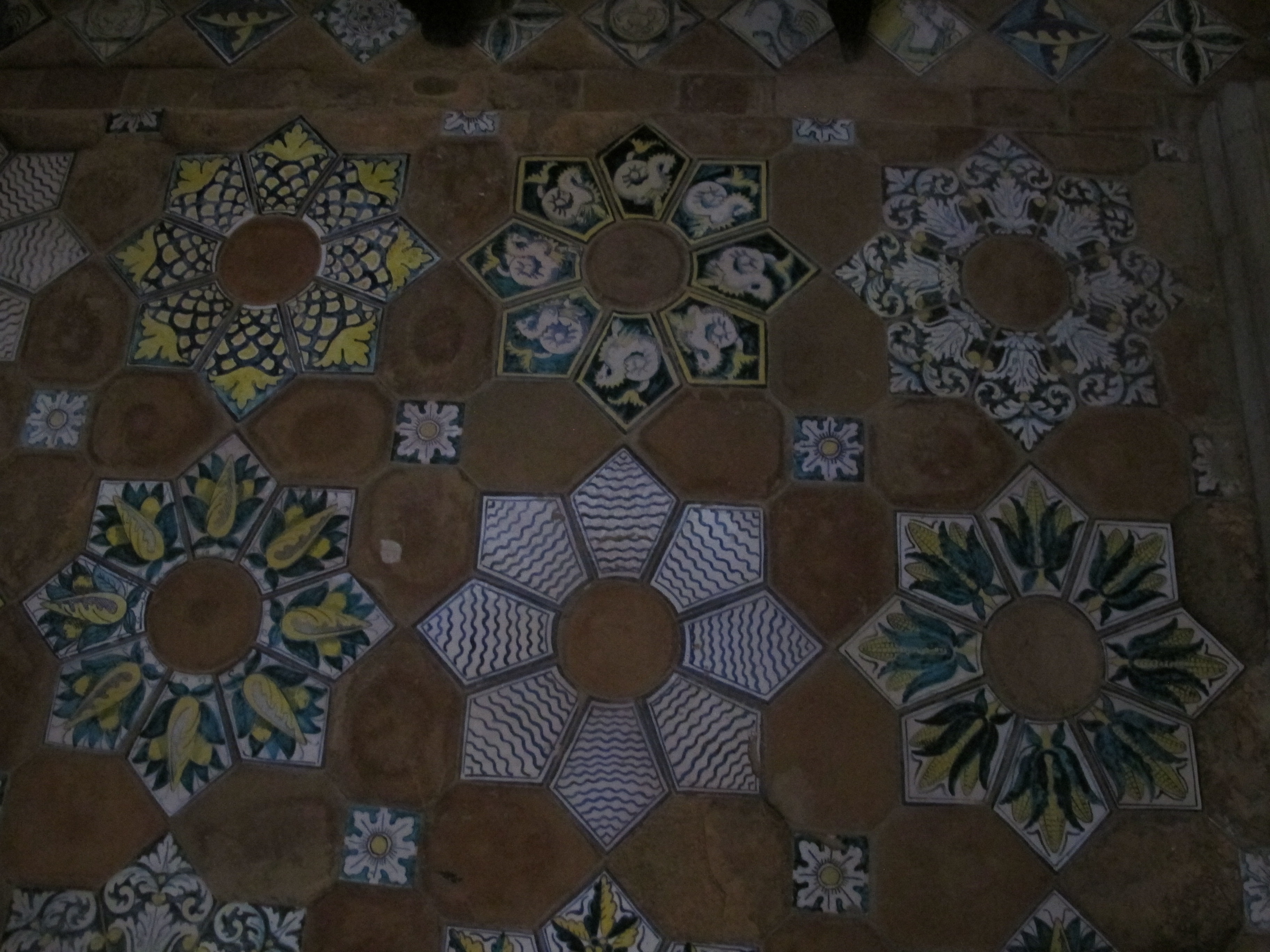
Майоликовый пол боковых капелл
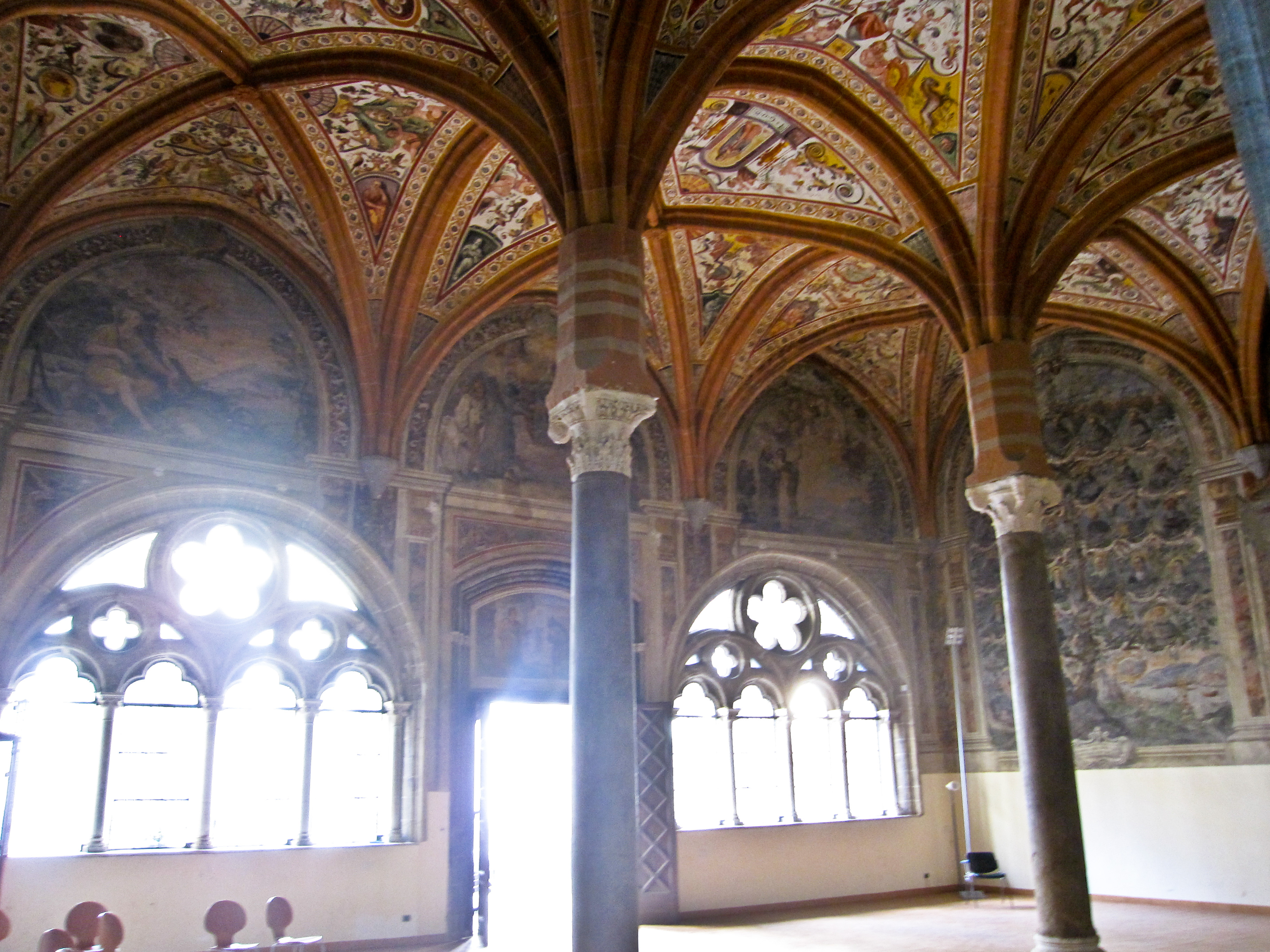
Зал капитула
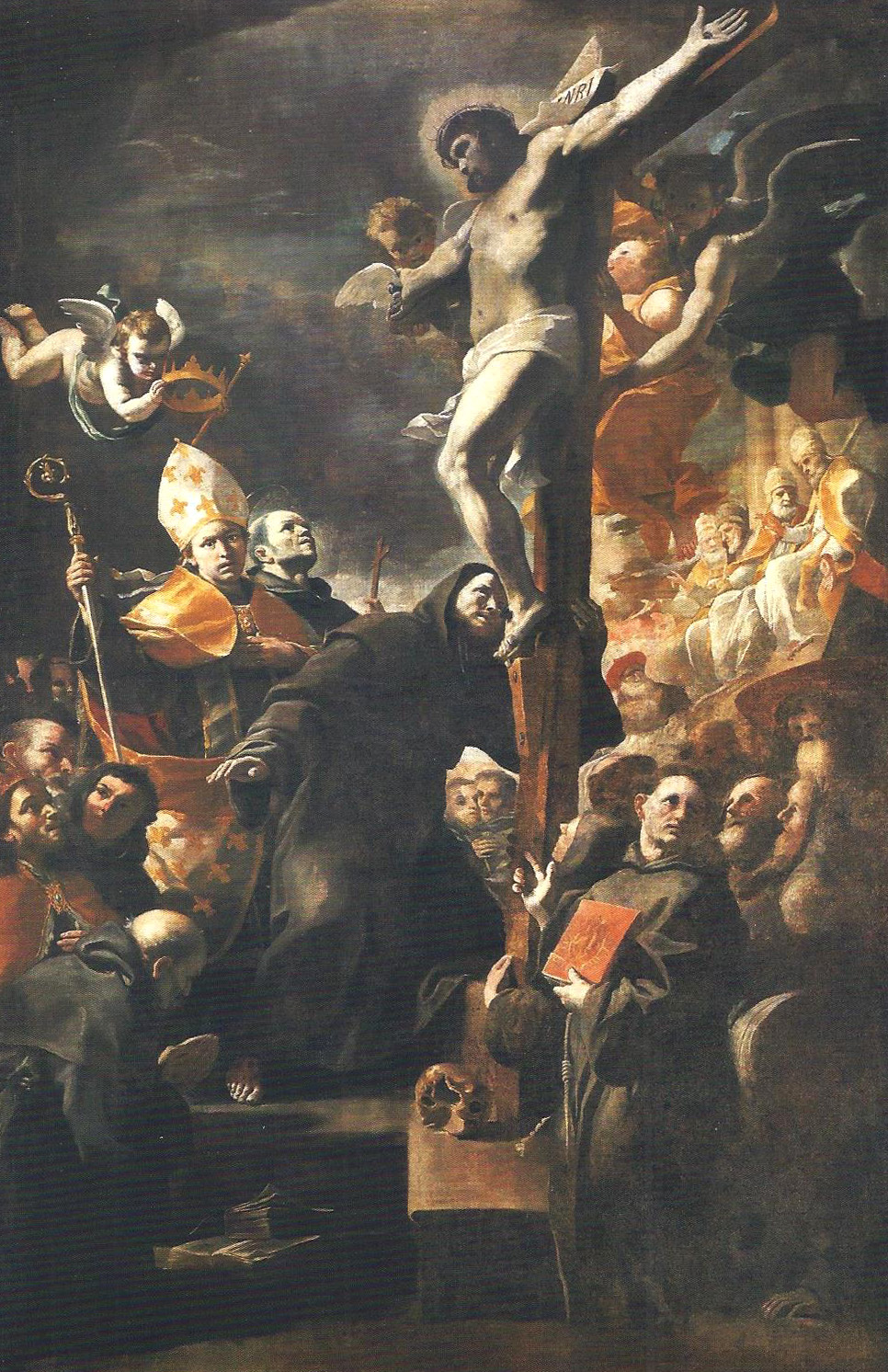
Маттиа Прети. Распятие. 1657. Холст, масло
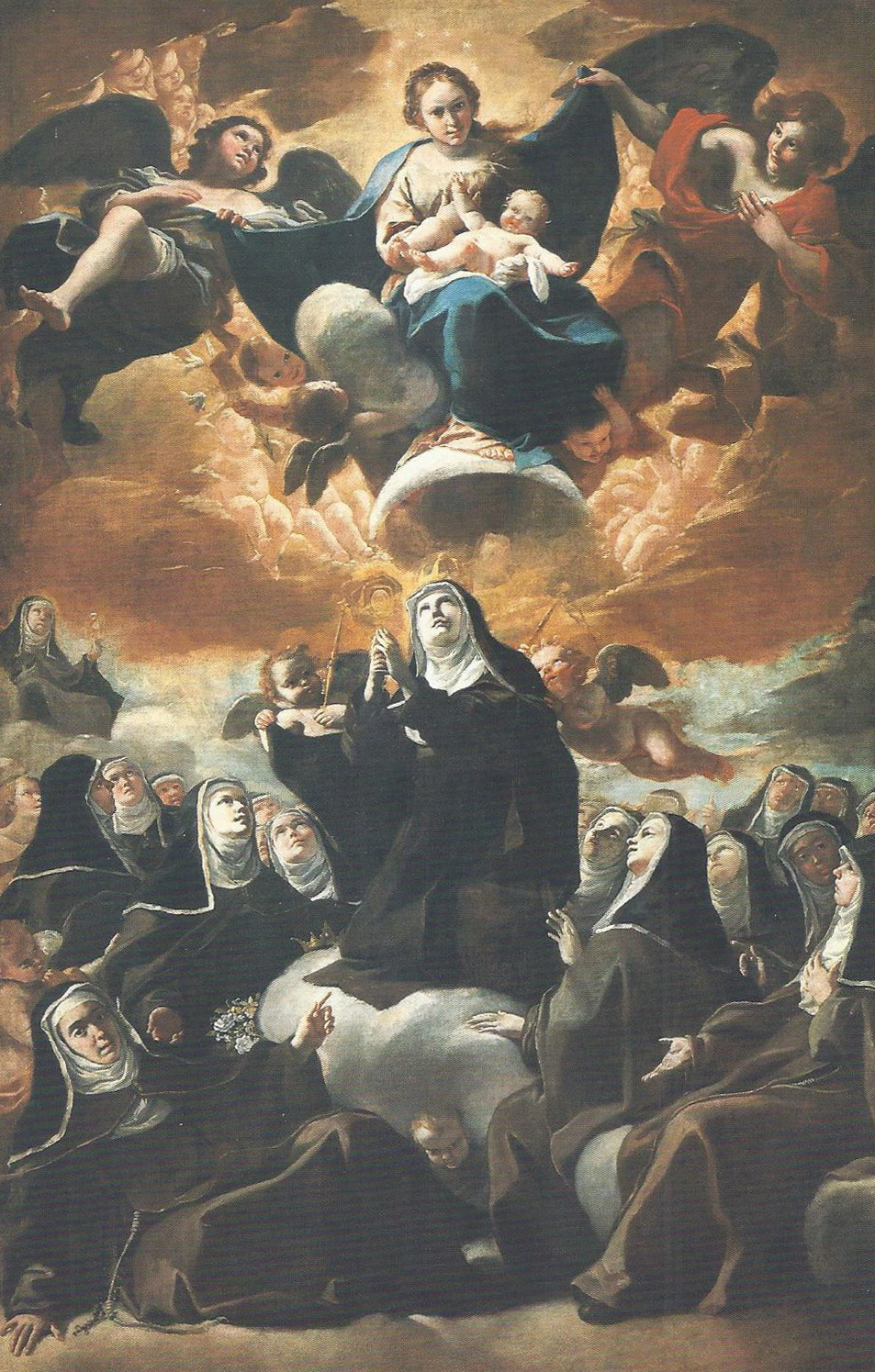
Маттиа Прети. Мадонна францисканцев. 1657. Холст, масло
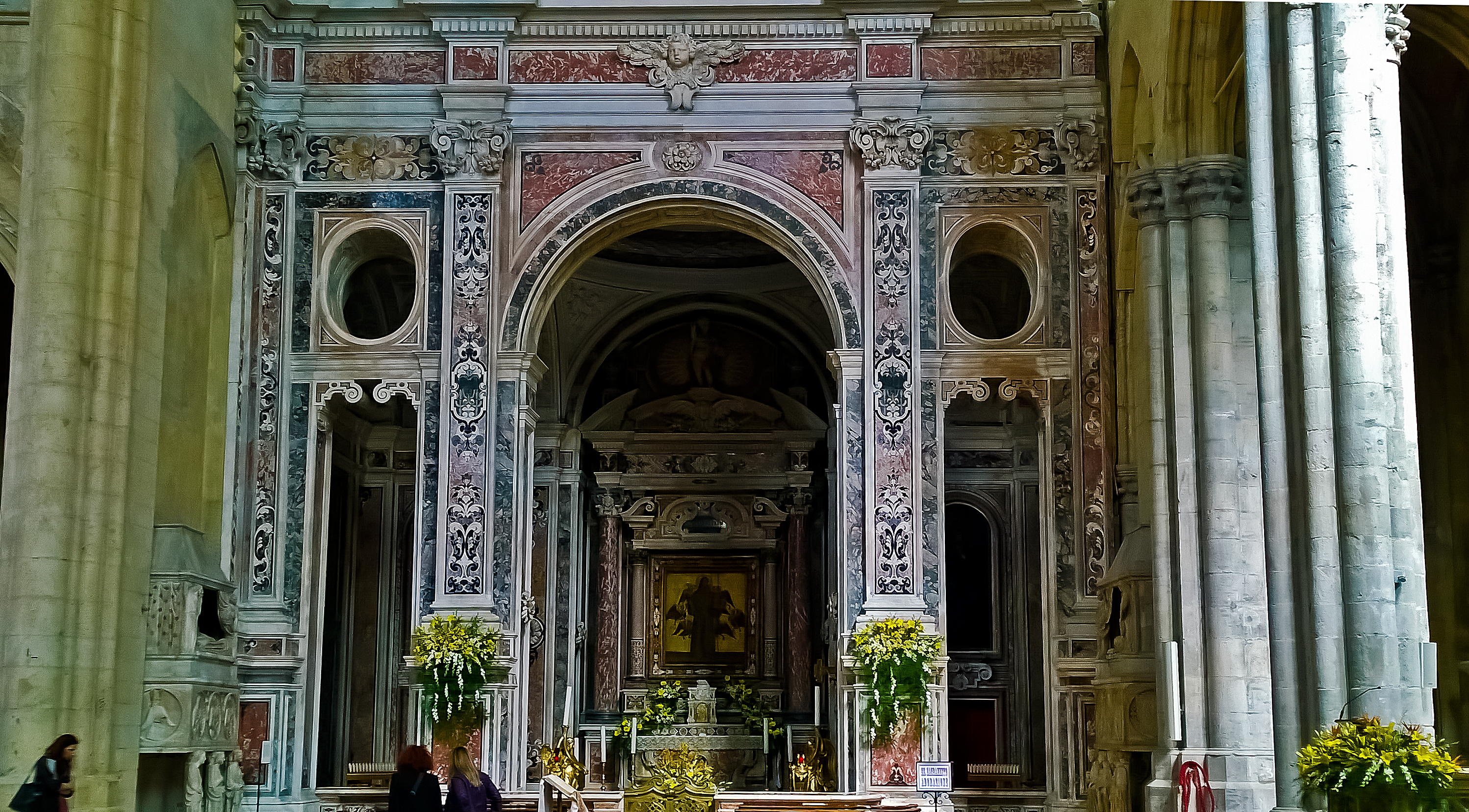
Капелла Сант-Антонио